# Volkersdorf (Sachsen bei Ansbach)

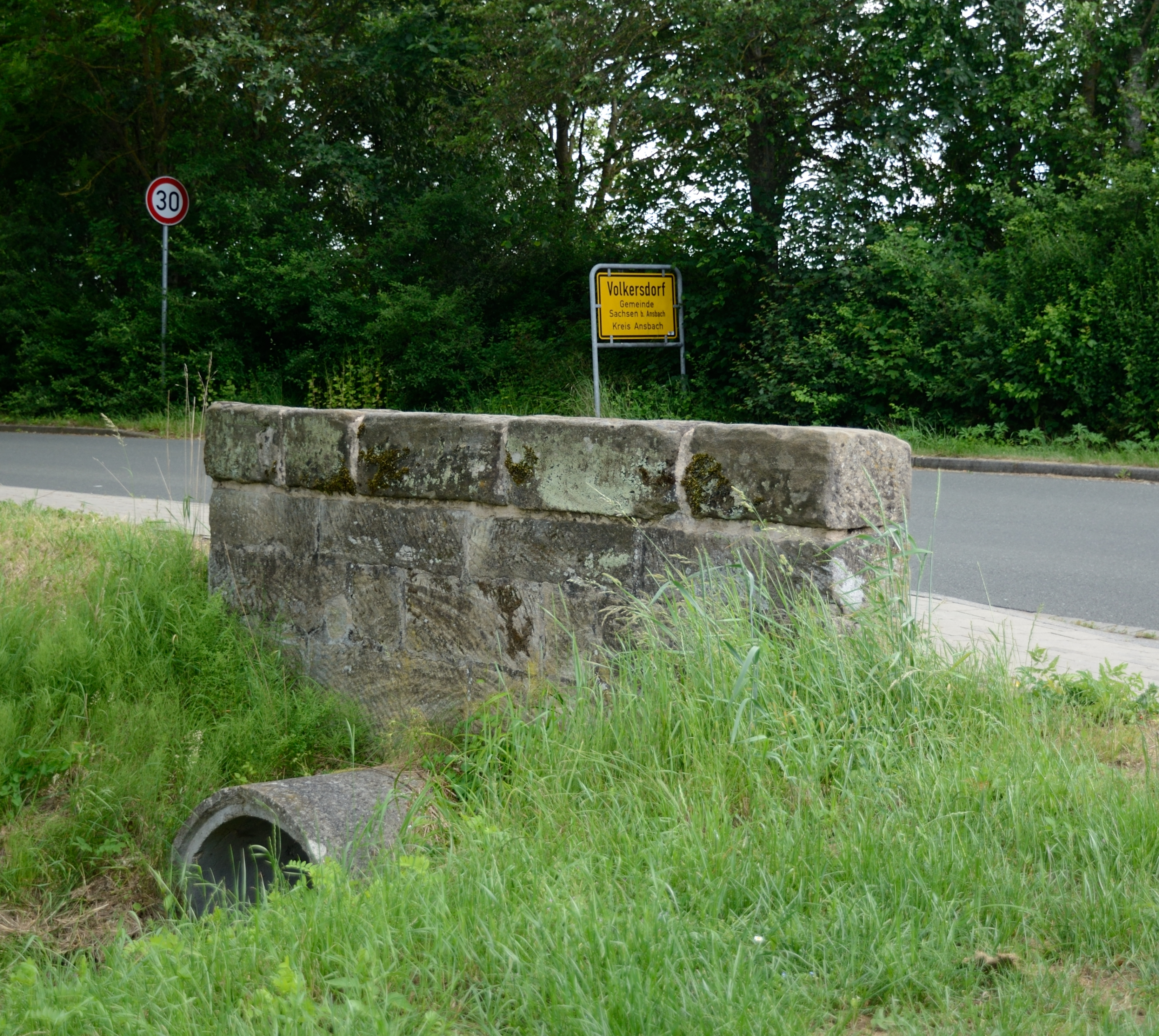
Brücke über den Iggraben

Volkersdorf (fränkisch: Folkasch-dorf) ist ein Gemeindeteil der Gemeinde Sachsen bei Ansbach im Landkreis Ansbach (Mittelfranken, Bayern). Die Gemarkung Volkersdorf hat eine Fläche von 4,802 km². Sie ist in 592 Flurstücke aufgeteilt, die eine durchschnittliche Flurstücksfläche von 8111,97 m² haben. In ihr liegt neben dem namensgebenden Ort der Gemeindeteil Rutzendorf und die Rutzendorfer Mühle.

## Geografie
Südlich des Dorfes fließt die Fränkische Rezat, unmittelbar westlich des Ortes mündet der Iggraben als linker Zufluss in die Fränkische Rezat. 0,5 km östlich erhebt sich der Galgenberg (422 m ü. NHN). Der Ort bildet mit dem westlich gelegenen Sachsen eine geschlossene Siedlung.
Südlich von Volkersdorf verläuft die Staatsstraße 2223 an Sachsen und Alberndorf vorbei nach Eyb (5 km westlich) bzw. an Lichtenau und Malmersdorf vorbei zur Anschlussstelle 53 der Bundesautobahn 6 (3,7 km östlich). Die Kreisstraße AN 12 führt nach Sachsen (1 km nördlich) bzw. nach Lichtenau (0,8 km südöstlich). Eine Gemeindeverbindungsstraße führt nach Sachsen (0,6 km nordwestlich).

## Geschichte
Der Ort wurde 1283 als „Volkalsdorf“ erstmals urkundlich erwähnt. Das Bestimmungswort des Ortsnamens ist der Personenname Volkolt. Eine Person dieses Namens ist als Gründer der Siedlung anzunehmen. Aufgrund der günstigen Lage und der guten Bodenbeschaffenheit zählt der Ort zu den Ursiedlungen im Rezatgebiet, die im 8. Jahrhundert angelegt wurden.
Im Jahre 1405 verkaufte Friedrich von Heideck dem Gumbertusstift ein Gut zu Volkersdorf. Die übrigen Güter gelangten 1406 an die Reichsstadt Nürnberg.
Im Salbuch des nürnbergischen Pflegamtes Lichtenau von 1515 wurden für Volkersdorf 15 Anwesen und ein Hirtenhaus angegeben: 10 Untertanen unterstanden der Reichsstadt Nürnberg, dazu zählten noch 3 Handrossgüter. 2 Untertanen unterstanden der Schallerin zu Ansbach.
Infolge des Dreißigjährigen Krieges lag der Ort schon im Jahr 1633 in Asche. Nur zwei Haushalte blieben verschont.
Laut der Amtsbeschreibung des Pflegamtes Lichtenau aus dem Jahr 1748 zählte der Ort zur Hauptmannschaft Sachsen. Es gab 17 Untertansfamilien, von denen 15 nürnbergisch waren.
Gegen Ende des 18. Jahrhunderts gab es in Volkersdorf 20 Anwesen. Das Hochgericht und die Dorf- und Gemeindeherrschaft übte das Pflegamt Lichtenau der Reichsstadt Nürnberg aus. Grundherren waren die Reichsstadt Nürnberg (Landesalmosenamt: 4 Halbhöfe, 3 Güter, 2 Gütlein; Pflegamt Lichtenau: 1 Halbhof, 2 Güter, 2 Halbgütlein, 1 Zapfenwirtshaus; St.-Klara-Klosteramt: 2 Halbhöfe; Spital- und Katharinenklosteramt: 1 Halbhof) und das brandenburg-ansbachischen Hofkastenamt Ansbach (2 Güter). Neben den Anwesen gab es noch kommunale Gebäude (Hirtenhaus, Brechhaus).
Im Jahre 1806 kam Volkersdorf an das Königreich Bayern. Im Rahmen des Gemeindeedikts wurde Volkersdorf dem 1808 gebildeten Steuerdistrikt Sachsen und der 1810 gegründeten Ruralgemeinde Sachsen zugeordnet. Mit dem Zweiten Gemeindeedikt (1818) entstand die Ruralgemeinde Volkersdorf, zu der Rutzendorf und Rutzendorfer Mühle gehörten. Sie war in Verwaltung und Gerichtsbarkeit dem Landgericht Heilsbronn zugeordnet und in der Finanzverwaltung dem Rentamt Windsbach. Zeitweise zählten die Lichtenauer Kellerhäuser zur Gemeinde. Von 1862 bis 1879 gehörte Volkersdorf zum Bezirksamt Heilsbronn, ab 1880 zum Bezirksamt Ansbach (1939 in Landkreis Ansbach umbenannt) und zum Rentamt Heilsbronn (1919–1929: Finanzamt Heilsbronn, seit 1929: Finanzamt Ansbach). Die Gerichtsbarkeit blieb beim Landgericht Heilsbronn (1879 in Amtsgericht Heilsbronn umbenannt), seit 1956 ist das Amtsgericht Ansbach zuständig. Die Gemeinde hatte 1964 eine Gebietsfläche von 5,429 km².
Am 1. April 1971 wurde Volkersdorf im Rahmen der Gebietsreform in Bayern nach Sachsen eingemeindet.

### Bau- und Bodendenkmäler
- Brücke: einbogiger Quaderbau über den Bach, wohl frühes 19. Jahrhundert[21]
- ehemaliges Wohnstallhaus[21]
- Siedlung vorgeschichtlicher Zeitstellung[21]

### Einwohnerentwicklung
Gemeinde Volkersdorf
| Jahr      | 1818   | 1840   | 1852   | 1855   | 1861   | 1867   | 1871   | 1875   | 1880   | 1885   | 1890   | 1895   | 1900   | 1905   | 1910   | 1919   | 1925   | 1933   | 1939   | 1946   | 1950   | 1952   | 1961   | 1970   |
| Einwohner | 240    | 261    | 267    | 259    | 263    | 292    | 281    | 290    | 283    | 261    | 266    | 250    | 241    | 240    | 246    | 235    | 248    | 250    | 238    | 345    | 348    | 336    | 300    | 285    |
| Häuser    | 43     | 46     |        |        |        |        | 52     |        |        | 58     | 55     |        | 53     |        |        |        | 48     |        |        |        | 51     |        | 56     |        |
| Quelle    | [ 23 ] | [ 24 ] | [ 25 ] | [ 25 ] | [ 26 ] | [ 27 ] | [ 28 ] | [ 29 ] | [ 30 ] | [ 31 ] | [ 32 ] | [ 33 ] | [ 34 ] | [ 33 ] | [ 35 ] | [ 33 ] | [ 36 ] | [ 33 ] | [ 33 ] | [ 33 ] | [ 37 ] | [ 33 ] | [ 18 ] | [ 38 ] |

Ort Volkersdorf
| Jahr      | 001818 | 001840 | 001861 | 001871 | 001885 | 001900 | 001925 | 001950 | 001961 | 001970 | 001987 |
| Einwohner | 144    | 142    | 154    | 179    | 167    | 161    | 167    | 229    | 211    | 215    | 169    |
| Häuser    | 23     | 24     |        |        | 37     | 34     | 34     | 39     | 43     |        | 45     |
| Quelle    | [ 23 ] | [ 24 ] | [ 26 ] | [ 28 ] | [ 31 ] | [ 34 ] | [ 36 ] | [ 37 ] | [ 18 ] | [ 38 ] | [ 1 ]  |

## Religion
Der Ort ist seit der Reformation evangelisch-lutherisch geprägt und nach St. Alban gepfarrt. Die Einwohner römisch-katholischer Konfession waren ursprünglich nach Unsere Liebe Frau gepfarrt, heute ist die Pfarrei St. Johannes zuständig.